# Jurij Zdovc
Jurij Zdovc (Maribor, 13. prosinca 1966.) je bivši slovenski košarkaš, a danas trener hrvatskog kluba Cedevita

## Igračka karijera
Igrao je za Olimpiju, Virtus Bolognu, CSP Limoges, Iraklis BC, Helios Domžale, Paris Basket, Panionios, Split i Geoplin Slovan.
Dok je igrao za Olimpiju osvojio je 2 naslova prvaka Slovenije, 3 kupa i NLB ligu. 
S Limogesom je 1993. osvojio Euroligu i francusko prvenstvo, a 1997. je ponovo osvojio francusko prvenstvo s Racingom. 

## Reprezentacija
Bio je član jugoslavenske košarkaške reprezentacije s kojom je osvojio tri zlatne medalje.

## Trenerska karijera
Karijeru je započeo u KK Splitu, bio je trener slovenske Union Olimpije i slovenske košarkaške reprezentacije, od 2015. trener AEK Atena BC, dok je prije toga vodio Royal Hali Gaziantep.

## Vanjske poveznice
- Euroliga.net
- Basketpedya.com  Arhivirana inačica izvorne stranice od 20. veljače 2021. (Wayback Machine)
- FIBAEurope.com
- [neaktivna poveznica]
- Euroliga.net